# Perlenbachtalsperre
De Perlenbachtalsperre is een Duits stuwmeer voor drinkwater bij Monschau (Noordrijn-Westfalen) met een oppervlakte van 0,15 km². Het volume bedraagt circa 800.000 m³.
De Perlenbachtalsperre werd tussen 1952-1954 gebouwd en in 1956 in gebruik genomen. De hoogte van de dam ligt op 467 m boven zeeniveau en heeft een lengte van 120 meter.

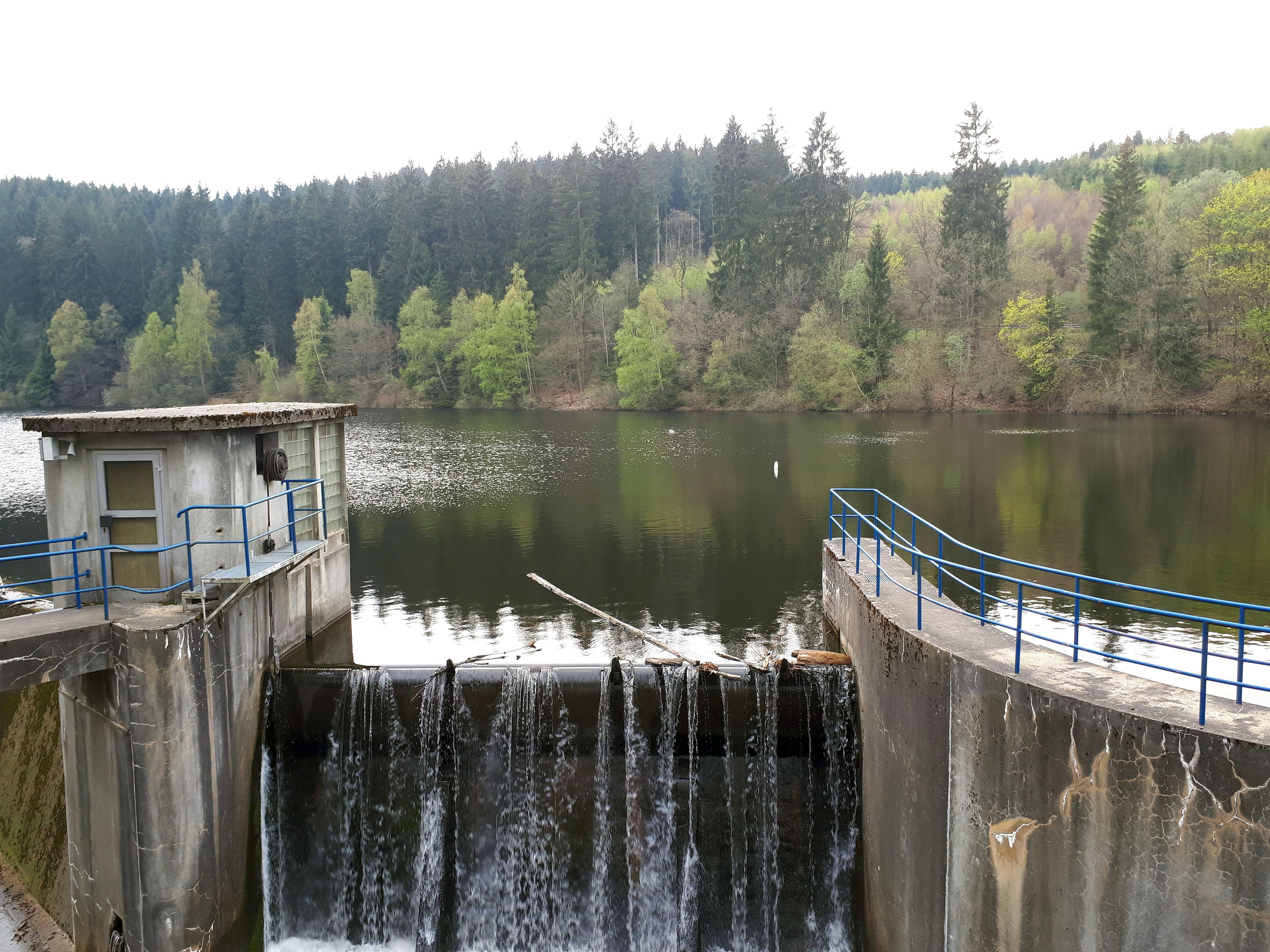
Perlenbachtalsperre